# Franz Gensecke
Franz Gensecke war ein deutscher Politiker (LDPD).
Gensecke besuchte die Oberrealschule in Magdeburg. Anschließend absolvierte er von 1913 bis 1915 eine Banklehre im Magdeburger Bankverein. Von 1915 bis 1919 leistete er Kriegsdienst bei verschiedenen Infanterieregimentern in Russland und Frankreich, zuletzt als Unteroffizier. Er arbeitete 1919 bis 1926 als Bankangestellter in Magdeburg, Torgau und Berlin, zuletzt als Prokurist der Agrar-Commerzbank in Berlin. Von 1927 bis 1937 war er als Wirtschafts- und Bildredakteur in verschiedenen Berliner Redaktionen und Verlagen tätig. Danach war er bis Kriegsende Kaufmännischer Angestellter bei der Reichsstelle für Getreide, zuletzt in der Speditionsabteilung. Ab 1945 lebte er als freier Schriftsteller in Berlin, bevor er seit 1947 als Dozent an der Ingenieurschule für Bauwesen Berlin lehrte.
Gensecke trat Ende 1945 in die LDP Berlin ein und wurde Anfang 1946 Vorsitzender des Bezirksverbands Lichtenberg. 1948–1949 war er Vorsitzender des Landesverbands Berlin der LDP.